# Zhōngguānbùlèi
Zhōngguānbùlèi  (中觀部類)(T.D. vol. 30, sezione dal n. 1564 al n. 1578) è la sezione del Canone buddista cinese che raccoglie le opere della scuola Madhyamaka. Tra le altre opere contiene: 
- Madhyamakaśāstra anche Mūlamadhyamakakārikā (Le Stanze di mezzo, 中論 pinyin Zhōnglùn, giapp. Chūron) di Nāgārjuna, opera centrale di tutta la scuola Madhyamaka, tradotto da Kumārajīva nel 409 e conservato anche in sanscrito e tibetano. Questa opera, che si trova in apertura della sezione (al n.1564), possiede numerosi commentari ed è alla base di tutto il Buddismo Mahāyāna. È il primo dei tre trattati principali della scuola cinese dei Tre trattati (Sanlun) e di quella giapponese Sanron.
- Dvādaśanikāya-śāstra (Trattato dei dodici aspetti, 十二門論 pinyin: Shíèr mén lùn, giapp. Jūnimon ron) di Nāgārjuna, tradotto da Kumārajīva. È il secondo  È il secondo dei tre trattati principali della scuola cinese dei Tre trattati (Sanlun) (三論宗) e di quella giapponese Sanron.
- Śata-śāstra  (百論 pinyin Bǎilùn, giapp. Hyakuron) di Āryadeva, il discepolo di Nāgārjuna. Fu tradotto da Kumārajīva nel 404 e consiste in una critica dell'ātman dal punto di vista della vacuità (śūnyatā). È il terzo dei tre trattati principali della scuola cinese Sānlùn (三論宗) e di quella giapponese Sanron.
- Prajñāpradīpamūlamadhyamakavṛtti , o più semplicemente Prajñāpradīpa (般若燈論 pinyin Bōrědēnglùn, giapp. Hannya tōron), di Bhāvaviveka, tradotto da Prabhākaramitra nel 632. È un commentario in versi del Madhyamakaśāstra centrato su una critica serrata del Buddismo dei Nikāya ma a sua volta criticato dal punto di vista metodologico da Candrakīrti.